# Heinrich XXIX. (Reuß-Ebersdorf)

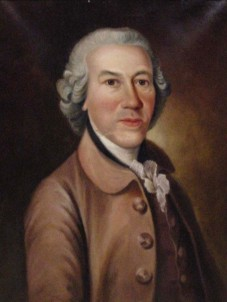
Graf Heinrich XXIX. Reuß zu Ebersdorf

Heinrich XXIX. Reuß (jüngere Linie) (* 21. Juli 1699 in Ebersdorf; † 22. Mai 1747 in Herrnhaag) war Graf Reuß zu Ebersdorf. Er ist Ururgroßvater Königin Victorias von Großbritannien und ein Vorfahre Königin Elisabeths II.

## Leben
Heinrich war der Sohn des Grafen Heinrich X. Reuß zu Ebersdorf und dessen Frau Erdmuthe Benigna zu Solms-Laubach. 1716 wurde er von dieser zum Studium nach Halle geschickt, dem Zentrum des Pietismus unter August Hermann Francke. 1719 begegnete er erstmals Graf Nikolaus Ludwig von Zinzendorf, mit dem ihn seitdem eine enge Freundschaft verband.
1720 begann Heinrich XXIX. die Regentschaft in Ebersdorf. Er stellte Heinrich Schubert als Hofprediger ein. Unter diesem bildete sich eine vom Pietismus geprägte Gemeinde. Zinzendorf war von ihrer Frömmigkeit tief beeindruckt und wurde durch sie zur Bildung seiner Herrnhuter Brüdergemeine angeregt. Heinrich XXIX. heiratete am 7. September 1721 in Castell Sophie Theodora (1703–1777), Tochter des Grafen Wolfgang Dietrich zu Castell-Remlingen und der Gräfin Dorothea Renata von Zinzendorf. Bei dieser Hochzeit lernten sich auch Zinzendorf und Heinrichs Schwester Erdmuthe Dorothea kennen, die genau ein Jahr später heirateten.
Später gründete Heinrich eine Gemeine der Herrnhuter Brüder in Ebersdorf. Da in dieser Frömmigkeitsbewegung auch Standesunterschiede weitgehend aufgehoben waren, traf sich im Festsaal des Schlosses das ganze Dorf zu gemeinsamen Gebet und Gesang. Graf und Knecht sollten sich dort als „Brüder“ begegnen.

## Nachkommen
Graf Heinrich XXIX. hatte mit Gräfin Sophie Theodora zu Castell-Remlingen die folgenden dreizehn Kinder:
- Benigna Renate (* 12. September 1722 in Ebersdorf; † 20. Juli 1747 ebd.)
- Heinrich XXIV. (* 22. Januar 1724 in Ebersdorf; † 13. Mai 1779 ebd.) ⚭ Caroline Ernestine von Erbach-Schönberg (* 20. August 1737 in Gedern; † 22. April 1796 in Ebersdorf)
- Heinrich XXVI. (* 24. Januar 1725 in Ebersdorf; † 28. April 1796 ebd.)
- Heinrich XXVIII. (30. August 1726 in Ebersdorf; † 10. Mai 1797 in Herrnhut) ⚭ Agnes Sophie von Promnitz (* 14. Mai 1727 in Sorau; † 2. August 1791 in Herrnhut), Tochter von Erdmann II. von Promnitz
- Sophie Auguste (* 8. Mai 1728 in Ebersdorf; † 6. August 1753 in Lindheim, begr. in Herrnhut), ⚭ 1748 Freiherr Ludwig Carl von Weitolshausen, gen. Schrautenbach (1724–1783)
- Charlotte Luise (* 23. September 1729 in Ebersdorf; † 2. März 1792 in Herrnhut)
- Heinrich XXXI. (* 11. November 1731 in Ebersdorf; † 14. Juni 1763 in Zeist)
- Heinrich XXXII. (* 16. März 1733 in Ebersdorf; gefallen bei Lobositz am 1. Oktober 1756)
- Heinrich XXXIII. (* 22. Juni 1734 in Ebersdorf; † 22. August 1791 ebd.)
- Heinrich XXXIV. (* 11. Juli 1737 in Ebersdorf; † 2. April 1806 in Würzburg)
- Christiane Eleonore (* 9. Mai 1739 in Ebersdorf; † 11. Juni 1761 in Herrnhut)
- Marie Elisabeth (* 9. Juli 1740 in Ebersdorf; † 4. April 1784 in Ebersdorf) ⚭ 1765 Graf Heinrich XXV. Reuß zu Lobenstein (* 14. März 1724 in Selbitz; † 30. März 1801 in Herrnhut)
- Johanna Dorothea (* 14. Juni 1743 in Ebersdorf; † 18. Mai 1801 in Wanscha, begr. in Herrnhut) ⚭ 1770 Christoph Friedrich Levin von Trotha (* 16. April 1743; † 25. März 1772)